# Ahanta (Sprache)
Ahanta ist die Sprache der gleichnamigen Volksgruppe in Südwestghana. 
Die Klassifizierung dieser Sprache ist umstritten. In Abweichung von dem Schema der nebenstehenden Infobox wird Ahanta häufig auch zu den Akansprachen gerechnet. Innerhalb dieser Sprachen gibt es eine starke Spaltung zwischen den Westakan-Sprachen, denen das Ahanta nach einigen Quellen angehört, und den östlichen bzw. nördlichen. 
Ahanta ist eine der „sterbenden Sprachen“ Ghanas. In den Grundschulen des Gebietes wird Fante als Schriftsprache gelehrt. Es besteht ein erheblicher Akkulturationsdruck von Seiten der westlich benachbarten (und sprachlich verwandten) Nzema und insbesondere der östlich benachbarten Fante. Ein Großteil der Sprecher ist zweisprachig, spricht also ebenso gut eine dieser beiden benachbarten Sprachen.